# Río Taraira
Río Taraira är ett vattendrag i Brasilien, på gränsen till Colombia. Det ligger i den nordvästra delen av landet, 2 900 km nordväst om huvudstaden Brasília.
I omgivningen kring Río Taraira växer i huvudsak städsegrön lövskog. Området är nästan obefolkat, med mindre än två invånare per kvadratkilometer.